# باندزا
باندزا (به لاتین: Bandza) یک منطقهٔ مسکونی در گرجستان است که در سامگرلو-زمو سوانتی واقع شده‌است. باندزا ۱٬۰۹۹ نفر جمعیت دارد.